# Drymusa simoni
Drymusa simoni är en spindelart som beskrevs av Bryant 1948. Drymusa simoni ingår i släktet Drymusa och familjen Drymusidae. Inga underarter finns listade i Catalogue of Life.